# 1933년 프랭클린 D. 루스벨트 대통령 취임식

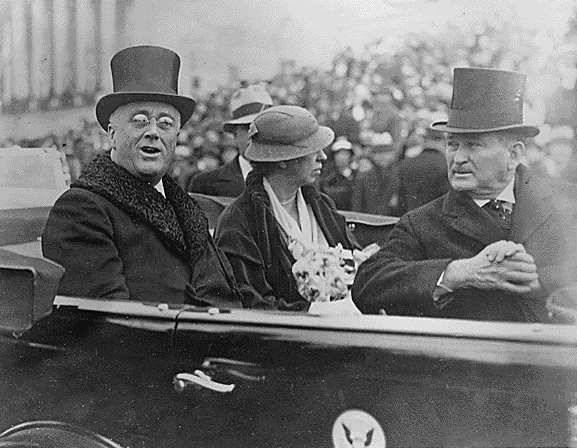
그의 아내와 조셉 로빈슨 옆에 있는 루스벨트

제32대 미국 대통령인 프랭클린 D. 루스벨트의 첫 취임은 1933년 3월 4일 토요일, 워싱턴 D.C.에 위치한 미국 국회의사당 동쪽 주랑에서 열렸다. 이 취임식은 제37대 미국 대통령 취임식이었으며, 프랭클린 D. 루스벨트의 대통령으로서의 첫 임기와 존 낸스 가너의 부통령으로서의 임기가 시작되었음을 알렸다.
이는 또한 미국 헌법에 따라 3월 4일에 열린 가장 최근의 취임식이었는데, 그 해 초 비준된 미국 수정 헌법 제20조에 따라 취임일이 1월 20일로 변경되었기 때문이다. 그 결과 루스벨트(및 가너)의 첫 임기는 일반적인 임기보다 43일 짧았다. 또한 이는 넬슨 록펠러의 1974년 12월 19일 취임까지 상원 의사당에서 부통령이 취임 선서를 한 마지막 사례였다.
이 취임식은 1932년 미국 대통령 선거에서 민주당 소속의 루스벨트가 공화당 소속 현직 대통령 허버트 후버를 압도적인 표차로 누르고 승리한 후에 열렸다. 대공황의 절정에 달했던 시기에 루스벨트의 취임 연설은 큰 기대를 모았다. 여러 라디오 네트워크를 통해 전국적으로 방송된 이 연설은 수천만 명의 미국인들이 들었으며, 루스벨트가 위기에 대응하기 위한 긴급한 노력을 시작하는 계기가 되었다.
대법원장 찰스 에번스 휴스가 대통령 취임 선서를 주재했다. 루스벨트는 취임식에 모닝 코트와 줄무늬 바지를 입고, 가족 성경에 손을 얹고 선서했는데, 성경은 고린도전서 13장이 펼쳐져 있었다. 1686년에 네덜란드어로 출판된 이 성경은 취임식에서 사용된 성경 중 가장 오래된 성경으로 남아 있으며, 영어로 된 성경이 아닌 유일한 성경이었다. 루스벨트는 이 성경을 1929년과 1931년 뉴욕 주지사 취임식에서 사용했고, 나중에 세 번의 대통령 취임식에서도 사용했다.

## 취임 연설
루스벨트는 1,883단어에 20분 길이의 취임 연설을 계속했는데, 이는 그의 유명한 "두려움 그 자체"에 대한 언급(아마도 소로의 말을 인용한 것)으로 가장 잘 알려져 있다. 다음은 연설의 첫 부분 중 강조된 부분이다.
따라서 무엇보다도 먼저, 내가 굳게 믿는 바는 '우리가 두려워해야 할 유일한 것은... 바로 두려움 그 자체'라는 것입니다. 이름 없는, 비합리적인, 정당화되지 않은 공포는 후퇴를 전진으로 바꾸는 데 필요한 노력을 마비시킵니다. 우리 국가 생활의 모든 어두운 시기에, 솔직하고 활기찬 리더십은 승리에 필수적인 국민의 이해와 지지를 만났습니다. 그리고 저는 여러분이 이 중요한 시기에 리더십에 다시 한번 그런 지지를 보내리라 확신합니다.
루스벨트는 첫 취임 연설에서 대공황에 대한 자신의 계획을 설명했다. 이 계획은 1932년 민주당 후보 수락 연설에서 그가 '새로운 거래'라고 언급했던 것이었다. 루스벨트가 취임할 당시 미국은 25%가 넘는 실업률에 직면해 있었으며, 이는 1,200만 명 이상의 미국인을 실직 상태로 만들었다. 루스벨트는 연설을 통해 자신이 제안한 계획의 여러 부분을 강조했다.
루스벨트의 계획 중 하나는 미국 국민에게 일자리를 찾아주는 것이었다. 그는 "우리의 가장 중요한 주된 임무는 사람들에게 일자리를 제공하는 것입니다. 이것은 우리가 현명하고 용기 있게 대처한다면 해결 불가능한 문제가 아닙니다."라고 말했다. 루스벨트는 나중에 이 계획을 실행하기 위해 민간 보존단(CCC)과 같은 여러 프로그램을 만들었는데, 이는 30만 명의 남성에게 일자리를 제공했으며, 공공사업진흥국(CWA)은 "공공 사업 프로젝트"를 통해 일자리를 제공했다.
루스벨트의 계획 중 또 다른 부분은 미국 농민을 돕는 것이었다. 루스벨트는 "농산물 가치를 높이고 이를 통해 도시 생산물을 구매할 수 있는 능력을 높이기 위한 명확한 노력을 통해 이 과제를 도울 수 있습니다. 또한 소규모 주택과 농장의 압류로 인한 손실이 증가하는 비극을 현실적으로 방지함으로써 도울 수 있습니다."라고 말했다. 이 계획을 실행하기 위해 루스벨트는 1933년 5월 농업조정법(AAA)을 제정했다. 이 프로그램은 농민들에게 생산량 감축 인센티브를 제공하여 농민 소득을 증가시킴으로써 농민들을 도왔다.
루스벨트가 연설에서 언급한 마지막 요소는 대공황 시기 미국이 직면했던 은행 위기에 대한 그의 계획이었다. 그는 "마지막으로, 우리가 업무 재개로 나아가면서 과거 질서의 악이 재발하는 것을 막기 위한 두 가지 안전 장치가 필요합니다. 모든 은행 및 신용, 투자에 대한 엄격한 감독이 이루어져야 하며, 타인의 돈으로 투기하는 행위를 종식시켜야 합니다. 또한 적절하지만 건전한 통화를 위한 조치가 있어야 합니다."라고 말했다. 루스벨트는 1933년 3월 6일 은행 파산을 막기 위해 은행 휴일을 선언했다. 이 기간 동안 은행들은 재개될 때 돈을 안전하게 보관할 수 있도록 검사받았다. 루스벨트는 미국의 은행 시스템을 안정화하기 위한 여러 프로그램을 만들었는데, 여기에는 연방예금보험공사(Federal Deposit Insurance Corporation)를 통해 미국 시민의 저축을 보장하고 상업 은행이 투자 은행 업무에 종사하는 것을 금지하는 글래스-스티걸 법(Glass-Steagall Act)이 포함되었다.
루스벨트는 연설에서 미국 국민과 의회가 대공황에 대한 자신의 계획을 따르도록 설득하려고 시도했다.
이를 위해 그는 먼저 대공황을 전쟁에 비유했다. 루스벨트는 "정부가 직접 인력을 모집하여, 마치 전쟁의 비상사태를 다루듯 이 과제를 다루면서도, 동시에 이 고용을 통해 천연자원의 사용을 자극하고 재조직하는 데 크게 필요한 프로젝트들을 수행할 수 있습니다."라고 말했다. 이는 미국인들에게 상황의 심각성을 알리는 동시에, 전시 책임은 의회가 아닌 대통령에게 있기 때문에 그의 계획을 의회에 정당화하는 데 도움이 되었다.
그가 연설에서 한 두 번째 일은 당면한 위기에 대처하기 위해 입법부와 비교하여 행정부가 더 큰 책임을 져야 할 수도 있다고 언급한 것이다. 루스벨트는 "정상적인 행정부와 입법부 권한의 균형이 우리 앞에 놓인 전례 없는 과제를 해결하기에 충분하기를 바랍니다. 그러나 전례 없는 요구와 지연 없는 행동의 필요성이 공공 절차의 정상적인 균형에서 일시적으로 벗어나게 할 수도 있습니다"라고 말했다. 이는 루스벨트의 계획과 그 계획을 달성하기 위해 그가 취해야 할 행동을 정당화하는 데 도움이 되었다.
경제 위기의 원인과 도덕적 측면을 다루면서 루스벨트는 그 원인을 은행가와 사업가들의 탐욕과 근시안적 사고에 단호히 돌렸는데, 다음 발췌문에서 볼 수 있다.
...인류의 상품 교환을 지배하던 자들은 그들 자신의 완고함과 무능함으로 실패를 인정하고 포기했습니다. 비양심적인 환전상들의 행태는 여론의 법정에서 기소되었고, 사람들의 마음과 생각에 의해 거부당했습니다.
환전상들은 우리 문명의 신전에서 높은 자리를 버리고 도망쳤습니다. 이제 우리는 그 신전을 고대의 진실로 되돌릴 수 있습니다. 회복의 척도는 우리가 순수한 금전적 이익보다 더 고귀한 사회적 가치를 얼마나 적용하느냐에 달려 있습니다.
성공의 기준으로 물질적 부의 허위성을 인식하는 것은 공직과 높은 정치적 지위가 단순히 지위의 자부심과 개인적 이익의 기준으로만 평가되어야 한다는 잘못된 믿음을 버리는 것과 함께 갑니다. 그리고 은행과 사업에서 너무 자주 신성한 신뢰를 무감각하고 이기적인 잘못과 비슷하게 취급했던 행위를 종식시켜야 합니다.
그러나 회복은 윤리적 변화만을 요구하지 않습니다. 이 나라는 행동을 요구하고 있으며, 지금 당장 행동해야 합니다.

1933년 취임식 날 후버와 루스벨트.

루스벨트는 다음 발췌문에서 취임 당시 25%에 달하는 엄청난 수준에 달했던 실업이라는 엄청난 문제로 시선을 돌렸다.
...산업 기업의 시든 잎들이 사방에 널려 있습니다. 농부들은 그들의 생산물을 위한 시장을 찾지 못합니다. 수천 가정에서 수년간 모은 저축은 사라졌습니다.
더 중요한 것은, 수많은 실업 시민들이 혹독한 생존 문제에 직면하고 있으며, 똑같이 많은 수의 사람들이 적은 대가로 노동하고 있다는 것입니다. 어리석은 낙천주의자만이 현재의 암울한 현실을 부정할 수 있습니다.
우리의 가장 중요한 주된 임무는 사람들에게 일자리를 제공하는 것입니다. 이것은 우리가 현명하고 용기 있게 대처한다면 해결 불가능한 문제가 아닙니다.
이것을 도울 수 있는 많은 방법이 있지만, 단순히 말하는 것만으로는 결코 도울 수 없습니다. 우리는 행동해야 하고 빠르게 행동해야 합니다.

외교 관계에 대해 간략히 언급한 후—"선린 정책—자신을 단호히 존중하고, 그렇기 때문에 타인의 권리도 존중하는 이웃"—루스벨트는 다시 경제 위기로 시선을 돌려, 자신의 국민들에게 신속하고 단호하게 행동할 것이라고 확신시켰다.
저는 헌법적 의무에 따라, 고통받는 세계 한가운데에서 고통받는 국가가 필요로 할 조치들을 권고할 준비가 되어 있습니다. 이러한 조치들, 또는 의회가 그 경험과 지혜로 만들어낼 다른 조치들을, 저는 제 헌법적 권한 내에서 신속히 채택되도록 노력할 것입니다.
그러나 의회가 이 두 가지 경로 중 하나를 택하는 데 실패하고, 국가 비상사태가 여전히 심각하다면, 저는 그때 저에게 직면할 분명한 의무의 길을 회피하지 않을 것입니다. 저는 의회에 위기를 해결할 유일한 남은 수단을 요청할 것입니다—마치 우리가 실제로 외국의 적에게 침략당했을 때 저에게 주어질 권한만큼이나 큰, 비상사태에 전쟁을 벌일 광범위한 행정 권한을 말입니다.

## 수사적 측면
루스벨트는 첫 취임 연설에서 몇 가지 매우 중요한 수사적 선택을 했다. 그는 자신이 제안하는 계획이 전쟁 시기가 아니면 그러한 행동에 익숙하지 않은 미국 국민에게 매우 급진적으로 보일 것이라는 점을 이해했다. 자신의 계획에 대해 미국 국민을 설득하기 위해 그는 상황이 얼마나 심각한지 설명하고, 자신의 계획이 필요함을 재확인하며, 그들의 애국심에 호소했다.
루스벨트가 처음 시도한 것은 미국 국민에게 상황이 극도로 심각하며 즉각적인 조치가 필요하다는 것을 설득하는 것이었다. 그는 "가치가 환상적인 수준으로 줄어들었습니다. 세금은 올랐습니다. 우리의 지불 능력은 떨어졌습니다. 모든 종류의 정부는 심각한 수입 감소에 직면해 있습니다. 교환 수단은 교역 흐름에서 얼어붙었습니다. 산업 기업의 시든 잎들이 사방에 널려 있습니다. 농부들은 그들의 생산물을 위한 시장을 찾지 못합니다. 수천 가정에서 수년간 모은 저축은 사라졌습니다."라고 말했다. 미국은 역사상 최악의 불황에 직면해 있었고, 루스벨트는 미국 국민이 자신의 조치 필요성을 이해하도록 국가가 직면한 문제들을 설명했다.
루스벨트가 미국 국민을 설득하기 위해 한 두 번째 일은 자신의 계획을 실행하기 위해 더 많은 통제권을 가져야 할 필요성을 정당화하는 것이었다. 루스벨트는 "저는 의회에 위기를 해결할 유일한 남은 수단을 요청할 것입니다—마치 우리가 실제로 외국의 적에게 침략당했을 때 저에게 주어질 권한만큼이나 큰, 비상사태에 전쟁을 벌일 광범위한 행정 권한을 말입니다."라고 말했다. 대공황을 전쟁에 비유하고 이 상황에 대한 유일한 해결책은 행정부에 이 '전쟁'을 벌일 능력을 부여하는 것이라고 말함으로써, 루스벨트는 자신의 계획을 실행하기 위해 더 많은 권한이 필요하다는 것을 미국인들에게 설득하고자 했다.
루스벨트가 마지막으로 한 일은 미국 국민의 애국심에 호소하는 것이었다. 그는 "우리는 필수적인 민주주의의 미래를 불신하지 않습니다. 미국 국민은 실패하지 않았습니다. 그들의 필요 속에서, 그들은 직접적이고 강력한 행동을 원한다는 명령을 등록했습니다. 그들은 리더십 하에 규율과 방향을 요구했습니다."라고 말했다. 루스벨트는 애국심이라는 개념을 사용하여 미국 국민에게 광범위한 정부 조치에 대한 불신에도 불구하고 자신이 취하려는 조치들이 미국에 필수적임을 설득하고자 했다.
취임 연설 후, 사라 러브라는 여성은 "이런 시기에 저렇게 말할 수 있는 사람이라면 진정한 미국인이 가진 모든 지지를 받을 가치가 있습니다."라고 말했다. 러브의 인용문은 루스벨트의 역동적이고 자신감 있으며 고무적인 웅변에 대한 대중의 감정을 반영한다.
측근이었던 레이몬드 몰리는 루스벨트의 많은 연설을 그랬듯이 이 연설의 작성 책임자였다. 루스벨트의 다가올 임무를 전쟁 노력 지휘에 비유하는 아이디어는 몰리에게서 비롯되었다.

## 취임 무도회
루스벨트의 아내 엘리너는 샐리 밀그림이 디자인한 연한 파란색 드레스를 입고 취임 무도회에 참석했다. 그 드레스는 나중에 스미스소니언 협회에 전시되었다.

## 그 후
취임 다음 날, 루스벨트는 의회의 특별 회기를 소집하여 4일간의 은행 휴일을 선언했고, 3월 9일에는 재개 메커니즘을 제공하는 긴급 은행법에 서명했다. 그는 이어서 뉴딜의 "첫 100일"이 되는 기간 동안 계속해서 정책을 추진했다.

## 같이 보기
- 대공황의 원인
- 대수축
- 프랭클린 D. 루스벨트 행정부
- 1937년 프랭클린 D. 루스벨트 대통령 취임식
- 1941년 프랭클린 D. 루스벨트 대통령 취임식
- 1945년 프랭클린 D. 루스벨트 대통령 취임식
- 1932년 미국 대통령 선거

## 추가 문헌
- Houck, Davis W.; Nocasian, Mihaela (2002). 《FDR's First Inaugural Address: Text, Context, and Reception》. 《Rhetoric and Public Affairs》 5. 649–678쪽. doi:10.1353/rap.2003.0005. eISSN 1534-5238. ISSN 1094-8392. JSTOR 41940292.